# Volere o volare
Volere o volare è stato un programma televisivo italiano andato in onda su Canale 5 nella fascia pomeridiana dal 5 luglio al 23 dicembre 2004. Le puntate del programma, ideato da Maria De Filippi, sono trasmesse in differita, non vi è uno studio né un presentatore, ma solo il commento affidato alla voce fuori campo di Barbara De Bortoli. La sigla utilizzava parzialmente il brano I'll Never Fall in Love Again.

## La trasmissione
Il programma, nel primo ciclo di puntate estive, è incentrato sulla coabitazione di tre concorrenti, ognuno con un proprio obiettivo da raggiungere: Valentina Gioia, già corteggiatrice di Uomini e donne, mira a conseguire la patente di guida; Fabiana Paone desidera perdere peso; Cristiano Falabella ha il sogno di aprire un pub. Il reality segue, da un lato, le dinamiche interpersonali dei protagonisti (confidenze, litigi), dall'altro li accompagna nei rispettivi percorsi sottoponendoli a prove intermedie. L'obiettivo di Cristiano è quello a cui il programma dà più spazio: dopo qualche settimana ai tre si aggiunge infatti il tronista Daniele Interrante in veste di avversario nella corsa alla gestione del locale chiamato "New Generation", il quale però viene alla fine inaugurato da Cristiano.
Il programma riprende a ottobre, in concomitanza con la nuova stagione di Uomini e donne, ma con altri personaggi e una formula diversa: più concorrenti (tra cui Francesco Arca) e un unico obiettivo per tutti (la gestione di una boutique).